# Live at the BBC (Dire Straits)
Live at the BBC, pubblicato il 26 giugno 1995, è un album dal vivo del gruppo Dire Straits.

## Descrizione
Il disco è il terzo ed ultimo album dal vivo dei Dire Straits e contiene alcuni brani in versione live registrati all'inizio della loro carriera provenienti dagli album Dire Straits (1978) e Making Movies (1980) e fino al 1995 mai pubblicati ufficialmente; l'unico inedito dell'album è What's the Matter Baby? in versione live.
Live at the BBC è l'ultimo album dei Dire Straits prima del loro scioglimento e segna l'inizio della carriera solista di Mark Knopfler con il suo primo album Golden Heart (1996).

## Tracce
Tutte le canzoni sono scritte da Mark Knopfler tranne What's the Matter Baby? scritta da Mark Knopfler e David Knopfler.
1. Down to the Waterline - 4:10
2. Six Blade Knife - 3:47
3. Water of Love - 5:29
4. Wild West End - 5:12
5. Sultans of Swing - 6:38
6. Lions - 5:26
7. What's the Matter Baby? - 3:19
8. Tunnel of Love - 11:56

## Formazione
- Mark Knopfler - chitarra e voce
- John Illsley - basso
- Pick Withers - batteria
- David Knopfler - chitarra (tranne in Tunnel of Love)
- Hal Lindes - chitarra (solo in Tunnel of Love)
- Alan Clark - tastiera (solo in Tunnel of Love)